# Geranium niuginiense
Geranium niuginiense är en näveväxtart som beskrevs av Jan Frederik Veldkamp. Geranium niuginiense ingår i släktet nävor, och familjen näveväxter. Inga underarter finns listade i Catalogue of Life.